# КЕД: Дивна теорія світла й матерії
КЕД: Дивна теорія світла та матерії (англ. QED: The Strange Theory of Light and Matter) — науково-популярна книга, написана на основі спрощеної версії чотирьох лекцій з квантової електродинаміки, прочитаних Нобелівським лауреатом Річардом Фейнманом, записаних і відредагованих Ральфом Лейтоном. Книга не тільки представляє неспеціалістам основні ідеї квантової електродинаміки, але і вчить робити найпростіші квантовомеханічні розрахунки, пояснюючи простими словами всю необхідну для цього математику. Книга вперше опублікована в 1985 році видавництвом Princeton University Press.

## Книга
Книга написана в легкому дотепному стилі й містить рівно стільки квантово-механічної математики, скільки необхідно непрофесіоналу для розв'язання найпростіших задач квантової електродинаміки. Такий рівень математики й орієнтація на розв'язання задач незвичні для науково-популярних книг, і в цьому відношенні книга радше наближена до підручника. Втім, на відміну від типового підручника, математика викладається дуже простими словами, без спроб навчити розв'язувати задачі швидко й без використання стандартної термінології. Натомість увага зосереджена на базовому концептуальному розумінні того, що відбувається в таких розрахунках. Наприклад, для розуміння комплексних чисел автор пропонує читачеві уявити, що до субатомних частинок прикріплені крихітні годинники.
За словами Фейнмана, запис його лекцій з квантової електродинаміки транскрибував і відредагував його друг Ральф Лейтон, суттєво змінивши й покращивши текст.
Фейнман вперше виклав цей матеріал у Роббівських лекціях в Університеті Окленду в Новій Зеландії в 1979 році. Відеозаписи цих лекцій були оприлюднені на некомерційній основі в 1996 році, а нещодавно їх розмістив в інтернеті Vega Science Trust.
Книга заснована на першій серії Маутнерівських меморіальних лекцій, прочитаних Фейнманом для широкого загалу в Університеті Каліфорнії в Лос-Анджелесі у 1983 році. Відмінності між книгою та оригінальними лекціями в Окленді обговорені в статті в «American Journal of Physics» 1996 року.
У 2006 році Princeton University Press опублікувала нове видання з новим вступом Ентоні Зі. Він розповідає про особливий погляд Фейнмана на пояснення фізики та пише: «За Фейнманом, щоб вивчити КЕД, у вас є два варіанти: ви можете пройти семирічну освіту з фізики або прочитати цю книгу».

## Чотири лекції
1. Фотони — корпускули світлаУ першій лекції, яка є легким вступом до теми квантової електродинаміки, Фейнман описує основні властивості фотонів. Він обговорює, як виміряти ймовірність того, що частково відбивний шматок скла відіб'є або пропустить даний фотон.
2. Випадки відбиття та пропускання — квантова поведінкаУ другій лекції Фейнман розглядає різні шляхи, якими може пройти фотон, подорожуючи від однієї точки до іншої, і як це впливає на такі явища, як відбиття та дифракція.
3. Електрони та їх взаємодіяТретя лекція розглядає квантові явища, такі як знаменитий двощілинний експеримент та принцип невизначеності Вернера Гейзенберга, таким чином описуючи передачу та відбиття фотонів. Він також представляє свої знамениті діаграми Фейнмана та те, як квантова електродинаміка описує взаємодію субатомних частинок.
4. Нові задачіУ четвертій лекції Фейнман обговорює значення квантової електродинаміки та деякі з її проблем. Потім він описує «решту фізики», коротко оглядаючи квантову хромодинаміку, слабку взаємодію та гравітацію, а також те, як вони пов'язані з квантовою електродинамікою.